# Georg Seibert

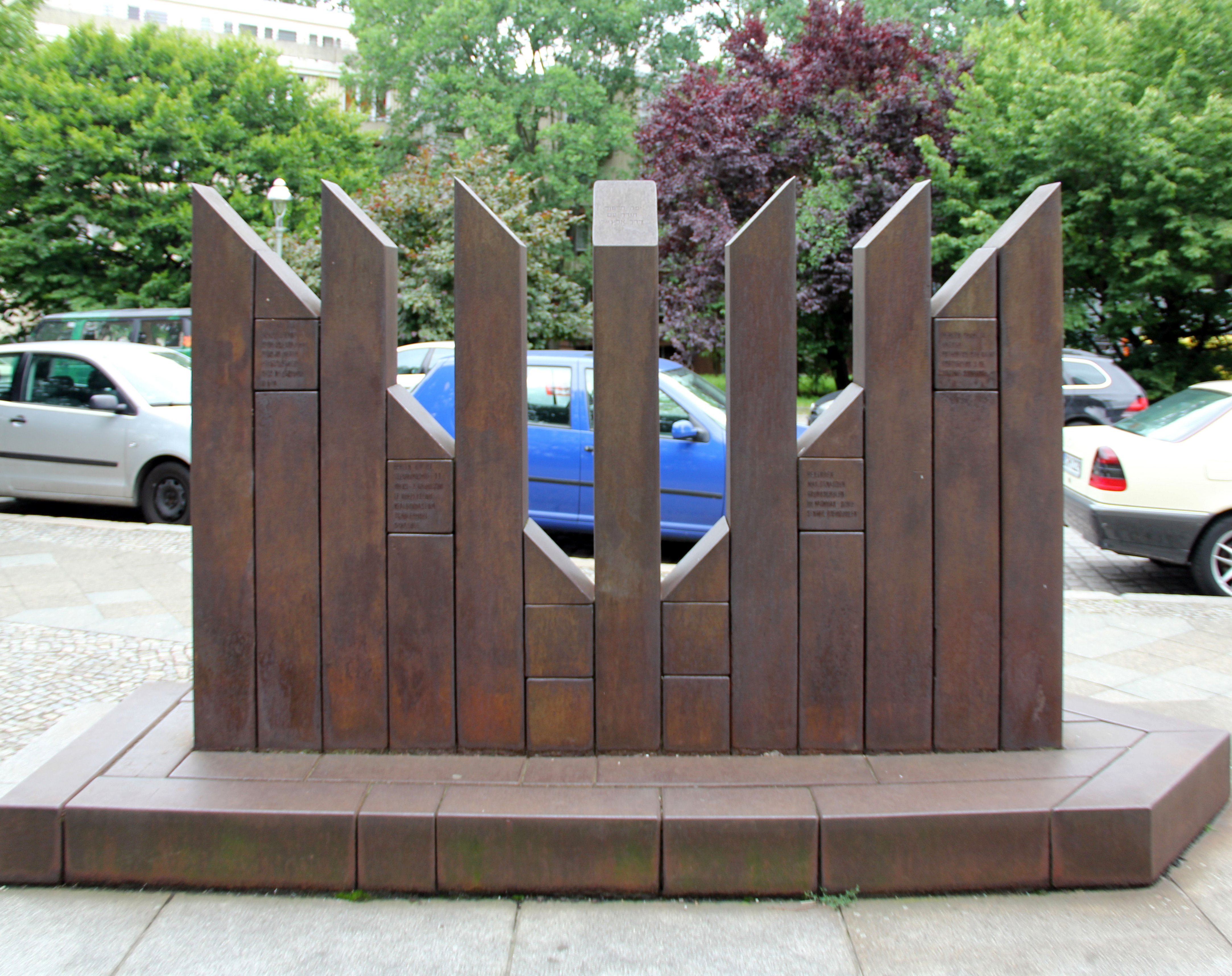
Erinnerung, 1985/86, Berlin-Hansaviertel

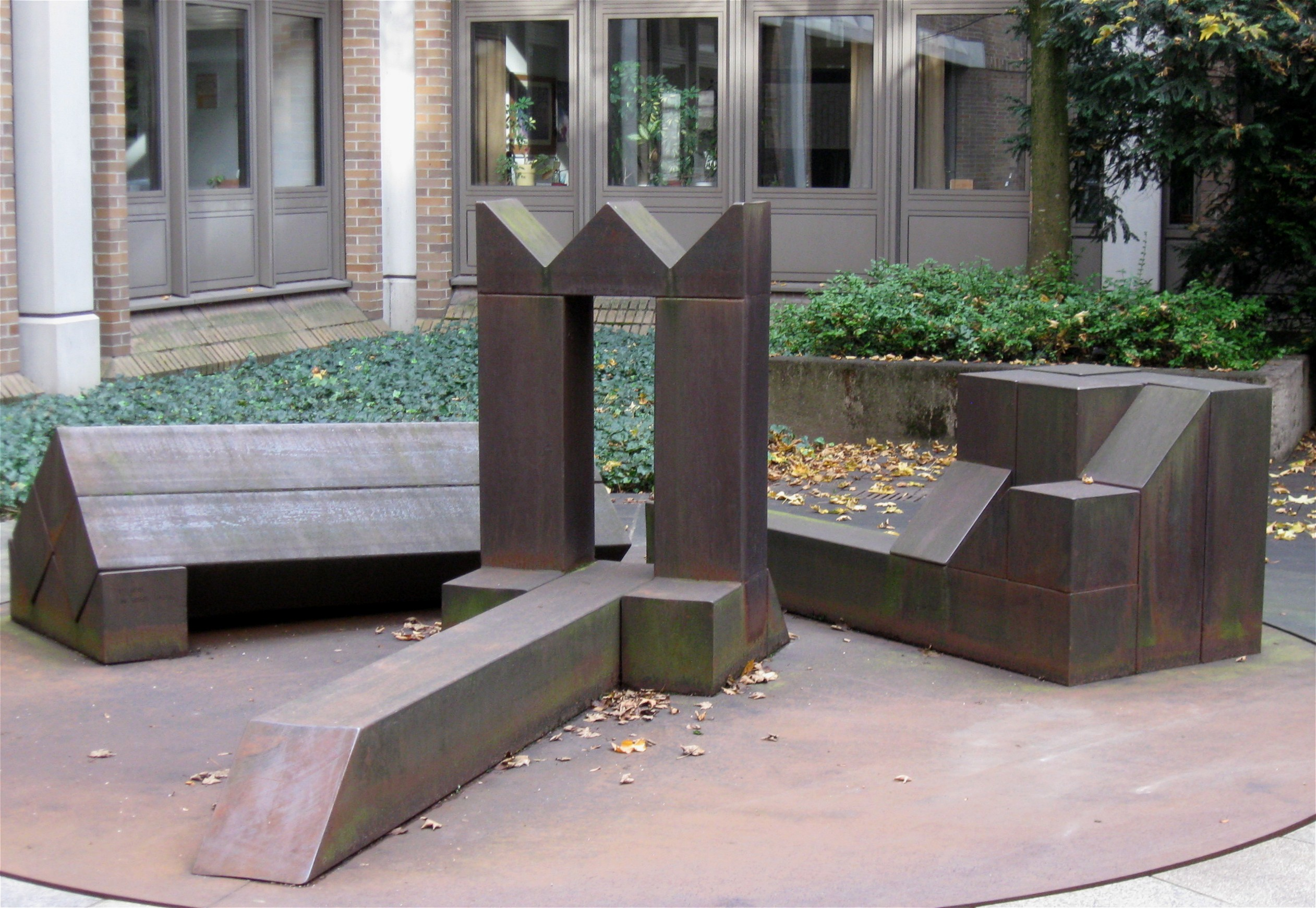
Die Arbeit, Trilogie, Arbeitsamt München, 1986

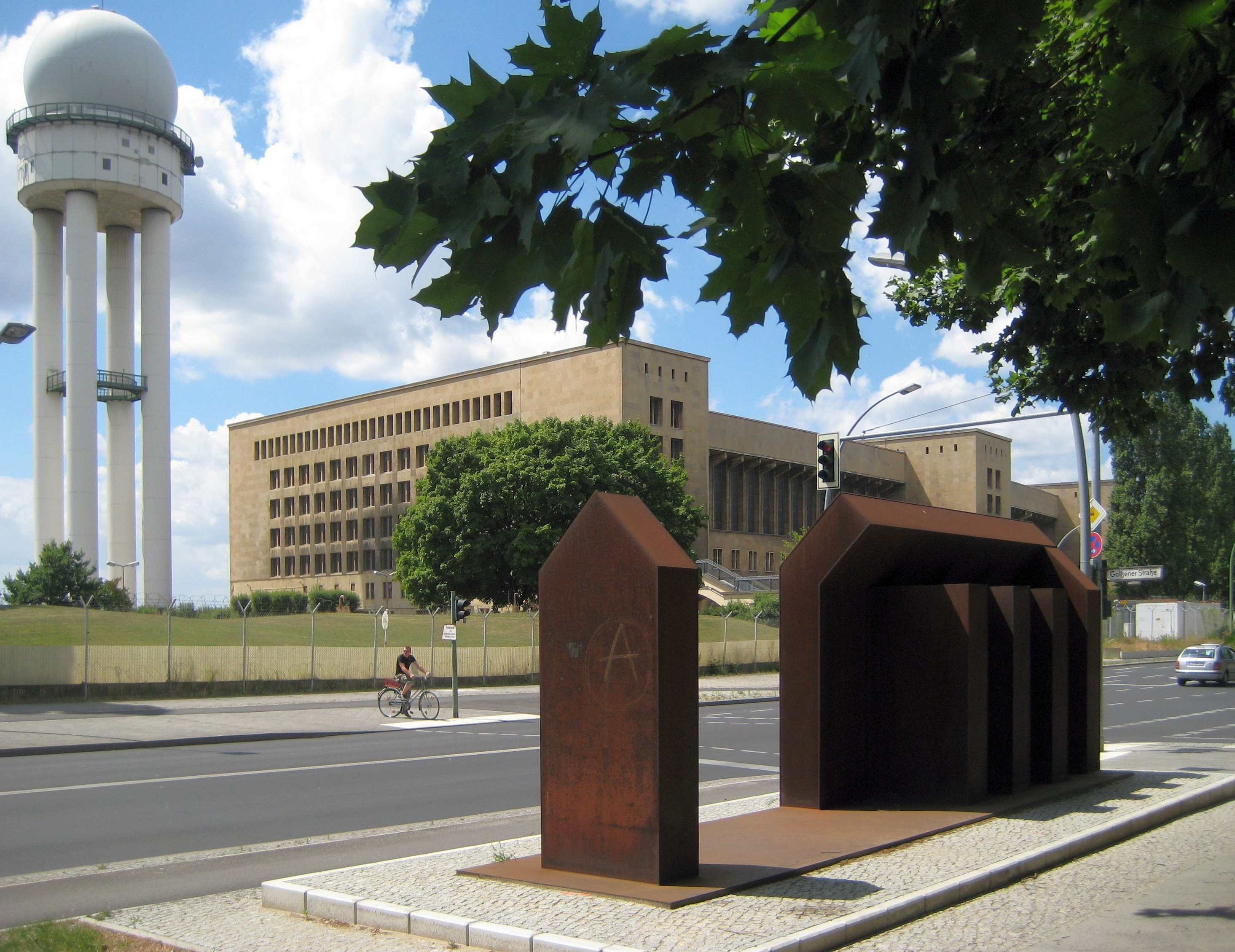
Columbiahaus (KZ-Mahnmal), 1994, Berlin-Charlottenburg

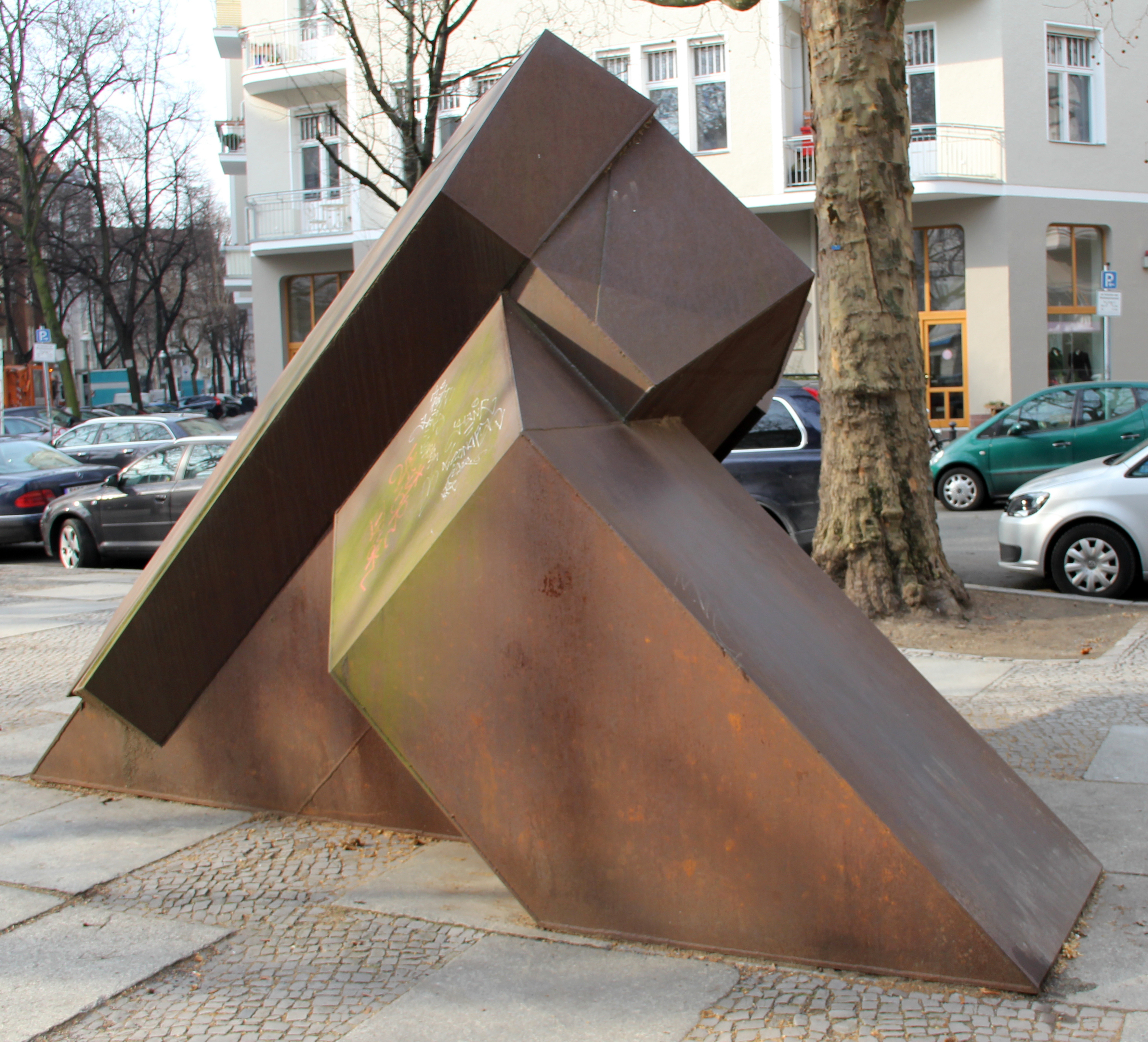
Haus des Ikarus, 1994, Berlin-Charlottenburg

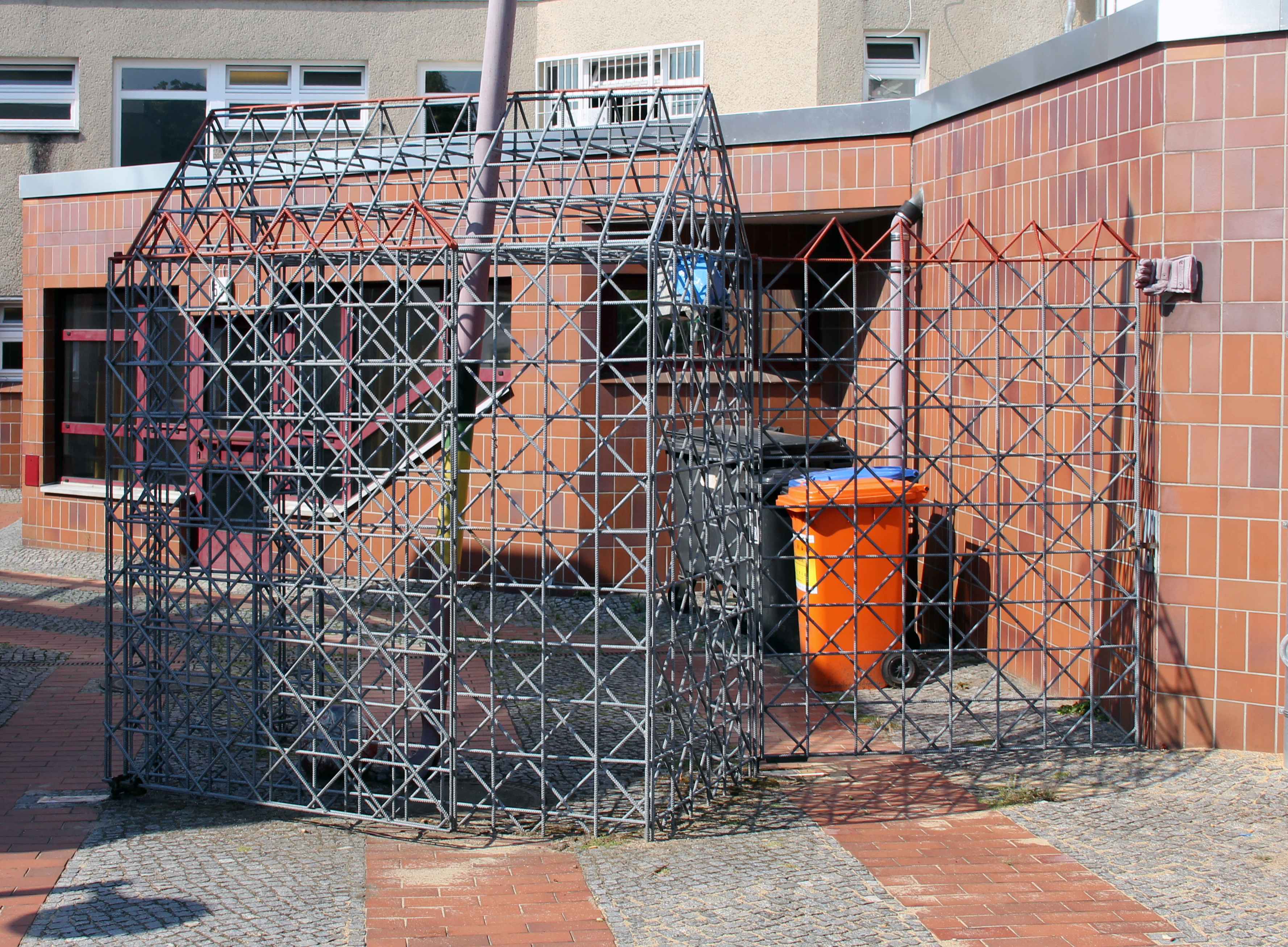
„Das Tor“, Berlin-Lichterfelde

Georg Seibert (* 8. Dezember 1939 in Kleinwiesen (ehemals Jugoslawien); † 25. März 2017 in Berlin) war ein deutscher Bildhauer.

## Leben
Von 1954 bis 1957 machte Georg Seibert eine Goldschmiedelehre in Pforzheim. Von 1960 bis 1962 studierte er dort an der Kunst- und Werkschule und schloss mit einer Meisterprüfung als Gold- und Silberschmied ab. Von 1962 bis 1968 studierte Seibert bei Hans Uhlmann Bildhauerei an der Universität der Künste Berlin (ehemals Hochschule für Bildende Künste Berlin). 1967 war er bei Meisterschüler bei Uhlmann.
Seit 1968 lebte und arbeitete Georg Seibert als freischaffender Bildhauer in Berlin. 1998 gründete er ein Landatelier mit einem Skulpturenhain bei Marleben in Niedersachsen. Das gesamte Anwesen wurde jedoch 2011 verkauft.
Seibert war Mitglied im Deutschen Künstlerbund und bei sculpture network.
Seibert starb am 25. März 2017 an den Folgen einer Krebserkrankung in seiner Künstlerwohnung in der Berliner Wallotstraße.

## Werk
Das Haus war das zentrale Thema im Werk von Georg Seibert. In seinen Stahlskulpturen hat er zahlreiche Erscheinungsformen des Hauses entwickelt: Das Haus ist unsere zweite Haut, so Seibert. Seit Mitte der 80er Jahre fertigte er kreative Stahlbausätze, die sich variabel anordnen lassen, gegenständlich oder abstrakt. Daraus entstanden Werke, die man sowohl der konkreten Kunst zuordnen kann, aber auch der realistischen Kunst.
Seiberts bildhauerische Arbeiten sind überwiegend aus Metall. Sie reichen von Miniaturskulpturen bis zu Großskulpturen für Architektur, Gärten, Parks und den öffentlichen Raum.
Neben der bildhauerischen Arbeit hat er ein eigenständiges Bildwerk auf Leinwand, Folien und Stahlplatten aufgebaut, die sogenannten Rostbilder. Sie dokumentieren, in farbiger Fassung oder als bearbeitete Stahlplatte, das Potential der Stahlbausätze, angefangen von der architektonischen Konstruktion bis zu freien Komposition.

## Auszeichnungen
- 1957: Staatspreis von Baden-Württemberg
- 1966 und 1971: Preis des Landes Berlin für das gestaltende Handwerk
- 1968: Reisestipendium der Französischen Regierung
- 1969: Europapreis der Stadt Ostende/Belgien, Bronzemedaille
- 1976: 1. Preis beim Wettbewerb „Künstlerische Ausgestaltung der Kreissparkasse Peine“
- 1987: 1. Preis beim Wettbewerb und Ausführung der Skulptur „Bahn-Damm“, Berlin
- 1995: Preisträger beim Wettbewerb „Denkmal für die ermordeten Juden Europas“, Berlin

## Werke im öffentlichen Raum (Auswahl)
- 1979/80: Der Sommer und Der Frühling, Berlin-Wilmersdorf
- 1981: Das Haus des Ikarus, Freie Universität Berlin
- 1982/83: Verbindung, Brunnenanlage in Berlin-Wedding
- 1984: Landschaftshaus, Technische Universität Berlin
- 1984/85: Das Tor, Sporthalle Osdorfer Straße Berlin
- 1986: Der Bausatz – Die Arbeit – Das Haus, Trilogie, Arbeitsamt München
- 1985/86: Erinnerung – Mahnmal für Adass Jisroel, Berlin-Tiergarten[6]
- 1987/89: Bahn-Damm, Berlin-Schöneberg
- 1990: 3 Skulpturen, Franziskus-Krankenhaus, Berlin-Charlottenburg
- 1991: Gezeiten, 1. Wendland-Symposion, Westwendischer Kunstverein Gartow[7]
- 1993: Rostbilder für das Hahn-Meitner-Institut, Berlin
- 1994: Gedenkstelle für Magnus Hirschfeld, Berlin
- 1994: Columbiahaus (KZ-Mahnmal), Berlin-Tempelhof
- 1994: Haus des Ikarus, Berlin-Charlottenburg
- 2005: Grabstele für Gerald Humel, Berlin
- 2011: Der Käfer – ein deutsches Wunder, Karlsruhe[8]

## Werke in öffentlichen Sammlungen
- Neue Nationalgalerie Berlin
- Berlinische Galerie
- Neuer Berliner Kunstverein
- Artothek Berlin-Charlottenburg
- Sammlung Horn, Landesmuseum Gottorf, Schleswig[9]
- Sammlung zeitgenössischer Kunst der Bundesrepublik Deutschland
- Schmuckmuseum Pforzheim
- Sammlung der Sparkasse Karlsruhe
- Städtische Museen Heilbronn
- Sammlung der Kreissparkasse Lüchow-Dannenberg, Niedersachsen
- Kunstmuseum Celle mit Sammlung Robert Simon

## Ausstellungen (Auswahl)
Seit 1966 beteiligte sich Georg Seibert an zahlreichen Einzel- und Gruppenausstellungen in Deutschland, Belgien, Finnland, Niederlande, Österreich und der Schweiz.